# Deropeltis upembana
Deropeltis upembana es una especie de cucaracha del género Deropeltis, familia Blattidae.

## Distribución
Esta especie se encuentra en República Democrática del Congo.